# 함안 생육신 조려 유적
함안 생육신 조려 유적(咸安 生六臣 趙旅 遺蹟)은 대한민국 경상남도 군북면 원북리에 있는, 생육신 조려와 관련된 서산서원과 채미정 그리고 원 서산서원 터인 원동재를 포함한 유적이다. 2015년 3월 19일 경상남도의 문화재자료 제590호로 지정되었다.

## 서산서원
숙종 계미년(1703)에 경상도 유학 곽억령(郭億齡) 등이 생육신인 조려, 이맹전, 원호, 김시습, 남효온, 성담수 등의 제향을 위하여 창립한 서원이다.
숙종 계사년(1713)에 국가에서는 제물을 내리고 서산서원의 현판을 내렸으나 고종 신미년(1871) 서원철폐령에 의해 철거됐다가 그 후 조려선생의 후손들이 1981년에 복원하여 현재에 이르고 있다.
생육신의 충절과 절개를 배향하고 덕의를 숭모코자 세운 서원으로 조려선생을 포함하여 생육신 모두를 배향하고 있으며 현재까지 매년 음력 9월 9일 국천제의 향례를 지내 그 명맥을 이어가고 있다.
이 서원은 단종 선위에 즈음하여 절의를 지키신 어계 조려 선생께서 은둔하셨던 이곳 백이산하에 영남의 유림들이 선생과 경은 이맹전 선생, 관란 원호 선생, 매월당 김시습 선생, 문두 성담수 선생, 추강 남효온 선생 등 생육신의 충절을 천양하고 덕의를 존모하여 영세의 철향지소로 삼고자 세워졌다.
창건은 숙종 1703(계미)년 이었고 1713(계사)년에 서산서원으로 사액되었다. 원액을 서산으로 사액함은 서원의 동쪽에 백이산이 있고 여섯 선생의 절의가 백이, 숙제에 비견된다는 소이이다.
본 서원이 철폐된지 113년만인 1980(경신)년에 정부의 보조와 사림과 후손들의 성금에 의하여 복원을 착수하여 1984년(갑자)년에 완공하였다.

## 채미정
조선 단종때 생육신의 한사람인 어계 조려가 세조의 왕위찬탈에 격분하여 조정을 등지고 고향에 돌아와 여생을 보낸 정자라고 전하며 채미정 현판 오른편에 백세, 외편에 청풍이란 현판이 있다.

## 원동재
서산서원의 원 터는 지금의 쌍절각 좌측 뒤편 대나무 밭을 포함한 군북 원북길 12의 원동재로 추정되며 현재의 규모보다는 작았고 부속공간으로 채미정을 추가 건립한 것으로 추정된다.
서원철폐령에 의해 철거된 원 터에는 이후 민가가 들어서고 마을이 형성되었으며 1981년 원 터와 가까운 현재의 위치에 서원을 이전·복원했다.

## 문화재 지정 사유
서산서원을 비롯한 채미정이 시기적으로 오랜 건축물은 아니지만 함안 출신으로서 생육신의 한사람인 조려 선생의 삶과 관련있고, 조려 선생을 포함한 생육신에 대한 제의(祭儀)가 지속적으로 거행되고 있는 건물이므로 생육신 조려 선생과 관련된 서산서원과 채미정 그리고 원 서산서원 터인 원동재를 포함하여「함안 생육신 조려 유적」으로 지정ㆍ보존함으로써 현재를 살아가는 사람들과 후세들에게 생육신의 역사적 삶이 교훈으로 남을 수 있도록 문화재자료로 지정하여 보존하고자 한다.

## 같이 보기
- 조려
- 서산서원

## 참고 자료
- 함안 생육신 조려 유적 - 국가유산청 국가유산포털